# Felix Keisinger
Felix Keisinger (Berchtesgaden, 29 december 1997) is een Duits skeletonracer.

## Carrière
Keisinger maakte zijn wereldbekerdebuut in het seizoen 2018/19 waar hij 18e eindigde. In zijn tweede seizoen deed hij vaak mee voor de overwinning en werd in de eindstand 4e na verschillende podiumplaatsen. In het seizoen 2020/21 begon hij sterk met enkele podiumplaatsen.
Hij nam in 2019 deel aan het wereldkampioenschap waar hij 13e werd, het jaar erop werd hij vijfde.

## Resultaten

### Wereldkampioenschappen
| Jaar | Plaats    | Resultaat       |
| ---- | --------- | --------------- |
| 2019 | Whistler  | 13e Individueel |
| 2020 | Altenberg | 5e Individueel  |
| 2021 | Altenberg | 4e Individueel  |

Eindklasseringen
| Seizoen   | Rang |
| --------- | ---- |
| 2018/2019 | 18e  |
| 2019/2020 | 4e   |
| 2020/2021 | 6e   |
| 2021/2022 | -    |
| 2022/2023 | 7e   |